# Nicolás Latorre
Nicolás Latorre y Pérez (Larrés, municipio de Sabiñánigo, Huesca, c. 1830 - Jerez de la Frontera, 1895) fue un profesor, botánico y crítico literario español.

## Biografía
Obtuvo la oposición de catedrático de retórica y poética el 8 de julio de 1862, y en el curso 1866–67 se incorporó al claustro del Instituto de Jerez de la Frontera para sustituir al de Latín y Castellano Juan Ildefonso Gutiérrez, que acababa de fallecer. Llegó tras una epidemia de cólera que mantuvo cerrado el instituto desde diciembre de 1865 hasta febrero de 1866. En 1867 se trasladó al Instituto de Toledo, con un sueldo de 1000 escudos. Durante los años del Sexenio revolucionario (1868–1874) volvió a Jerez e impartió clases de Gramática Latina y Lengua Castellana en 1º y 2º curso de Bachillerato y en noviembre de 1873 fue nombrado sexto director del Instituto, cargo que ocupó hasta junio de 1895, fecha de su fallecimiento. No tuvo hijos, pero educó con él a dos sobrinos hijos de su hermano Vicente Latorre y Pérez (1823-), un farmacéutico y botánico natural de Larrés. Fue profesor del Instituto un total de treinta años y veintidós de ellos director de dicho instituto, que lleva el nombre de Padre Luis Coloma. En 1875 adquirió para este un magnífico herbario obra de su hermano Vicente, considerado el mejor entre los institutos del país, con plantas del Pirineo Aragonés y un total de 1057 registros (956 especies, 504 géneros y 117 familias cosechadas entre 1874 y 1882 en el valle de Tena en la provincia de Huesca) que ha sido digitalizado modernamente; compuso además un manual de retórica, poética y preceptiva literaria con abundantes ejemplos de autores clásicos españoles y latinos que sirvió para introducir en la materia a escritores como Juan Ramón Jiménez, que fue su alumno, o Gerardo Diego; en un «apéndice» se incluye la Epistula ad Pisones de Horacio en versión original latina. La obra tuvo un éxito considerable: ya en vida del autor alcanzó seis ediciones, aparte de la primera. Fue también consiliario primero de la Sociedad Económica de Amigos del País de Jerez en 1884 y presidente de la misma en 1886. También fue poeta (por ejemplo, las redondillas "Aquí desde Larrés" o la silva "Elegía pecuniaria", entre otros poemas aún por editar), y conferenciante; además organizó los actos del tricentenario de la muerte del dramaturgo Pedro Calderón de la Barca. El pintor Nicolás Trades realizó un retrato suyo para el Instituto en 1896. Hay una calle de Jerez que le está dedicada desde 1910.

## Obras
- Manual de retórica y poética, ó, Elementos de literatura preceptiva. Jerez: imprenta del Guadalete, 1878; 3.ª ed. Jerez, 1882; 4.ª ed. Jerez, 1887; 5.ª Jerez, 1890; 6.ª 1893; 7.ª 1894.